# Keira Knightley
Keira Christina Knightley (n. 26 martie 1985) este una dintre cele mai cunoscute tinere actrițe britanice. Este fiica actorului Will Knightley și a scenaristei Sharman Macdonald. Are un frate mai mare, Caleb.

## Biografie
Cu o tradiție cinematografică în familie venită din două unghiuri (actorie și scenariu), nu este de mirare că micuța Keira a cerut propriul impresar încă de la vârsta de trei ani... și a avut unul patru ani mai târziu, când a primit primul său rol, în Royal Celebration.
Încă din acea perioadă s-a descoperit că este dislexică, dar acest lucru nu a fost declarat oficial, pentru ca nu a susținut niciodată testele care să-i confirme diagnosticul.
În 1994 primește un rol mai substanțial în filmul A Village Affair, iar cinci ani mai târziu - vreme în care a urmat o școală obișnuită și a continuat să joace roluri mici pe timpul vacanțelor de vară – regizorul George Lucas o distribuie (neoficial) în Star Wars Episode 1: The Phantom Menace, unde “împarte” rolul senatorului Amidala cu Natalie Portman.
În thrillerul The Hole (2001) Keira, care avea atunci doar cincisprezece ani, filmează prima ei scenă nud. Filmul nu a fost difuzat până când actrița nu a împlinit șaisprezece ani. Tot în această perioadă este admisă la LAMDA (London Academy of Music and Dramatic Art) și filmează în România pentru Princess of Thieves, unde o interpretează pe sora lui Robin Hood.
Rolul care a atras atenția asupra ei în Marea Britanie a fost Bend It Like Beckham, care înfățișează povestea unei jucătoare de fotbal. În SUA a ajuns pe un banal loc 26.
În toamna lui 2002 obține rolul din Pirates of The Caribbean: The Curse of The Black Pearl. Filmul a intrat direct în box office, fiind declarat un succes universal. Abia acum publicul american își întoarce privirile spre Bend It, propulsându-l pe un binemeritat loc 12. Pirates a rămas în Top 3 timp de douăzeci și unu de săptămâni.
De atunci Keira intră în vizorul producătorului Jerry Bruckheimer pentru rolul lui Lady Morgana în King Arthur (2004).
În 2005 lucrează la The Jacket alături de Adrien Brody. O scurtă vacanță îi permite să viziteze Etiopia, iar ca spre toamnă se întoarce pe platourile de filmare pentru ecranizarea unei adaptări după romanul lui Jane Austen, Pride and Prejudice.
În octombrie Keira Knightley este premiată la categoria Best Breakthrough Actor – Female, în cadrul Hollywood Film Award.
Printre proiectele cinematografice actuale se numără Silk și Pirates of the Caribbean 3. Se pare că va juca și într-un remake al filmului My Fair Lady.
În 2006, Keira a primit o nominalizare la Oscar pentru rolul din Pride and Prejudice. Tot în 2006, a fost votată cea mai sexy femeie din lume și a semnat un contract cu Chanel.
De-a lungul carierei ei, a jucat alături de actori ca Thora Birch, Alexandra Maria Lara, Johnny Depp, Orlando Bloom, Geoffrey Rush, Bill Nighy, Colin Firth, Liam Neeson, Emma Thompson, Hugh Grant, Clive Owen, Adrien Brody, Matthew Macfadyen, Mickey Rourke, Alfred Molina.

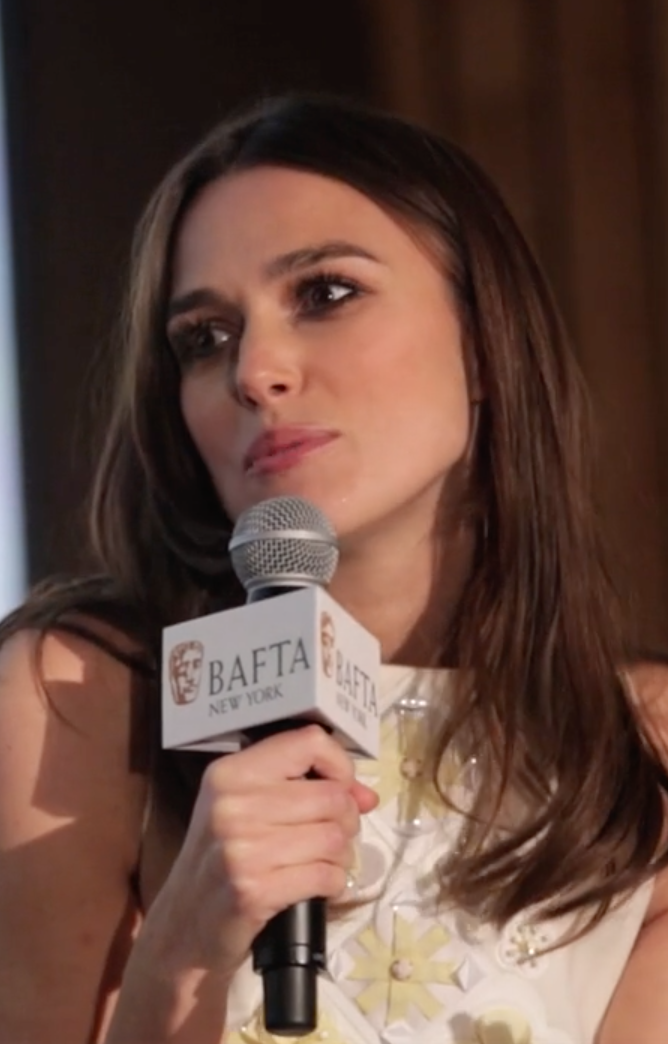
Keira Knightley în 2015

În 2013 s-a căsătorit cu James Righton, care împreună au o fată, Edie.

## Filmografie
| An   | Titlu                                                      | Rol                                       | Note           |
| ---- | ---------------------------------------------------------- | ----------------------------------------- | -------------- |
| 1995 | Innocent Lies                                              | Celia tânără                              |                |
| 1998 | Coming Home                                                | Judith tânără                             |                |
| 1999 | Războiul stelelor - Episodul I: Amenințarea fantomei       | Sabé                                      |                |
| 2001 | Deflation                                                  | Jogger                                    |                |
| 2001 | Princess of Thieves                                        | Gwyn                                      |                |
| 2001 | The Hole                                                   | Frances 'Frankie' Almond Smith            |                |
| 2002 | Thunderpants                                               | Music school student                      |                |
| 2002 | Pure                                                       | Louise                                    |                |
| 2002 | Driblează ca Beckham                                       | Juliette "Jules" Paxton                   |                |
| 2002 | Doctor Jivago                                              | Lara Antipova                             |                |
| 2002 | New Year's Eve                                             | Leah                                      |                |
| 2002 | The Seasons Alter                                          | Helena                                    |                |
| 2003 | Pirații din Caraibe: Blestemul Perlei Negre                | Elizabeth Swann                           |                |
| 2003 | Pur și simplu dragoste                                     | Juliet                                    |                |
| 2004 | Regele Arthur                                              | Lady Morgana                              |                |
| 2005 | The Jacket                                                 | Jackie                                    |                |
| 2005 | Domino                                                     | Domino Harvey                             |                |
| 2005 | Mândrie și Prejudecată                                     | Elizabeth Bennet                          |                |
| 2006 | Pirații din Caraibe: Cufărul Omului Mort                   | Elizabeth Swann                           |                |
| 2007 | Pirații din Caraibe: La Capătul Lumii                      | Elizabeth Swann                           |                |
| 2007 | Silk                                                       | Hélène Joncour                            |                |
| 2007 | Atonement                                                  | Cecilia Tallis                            |                |
| 2008 | The Edge of Love                                           | Vera Phillips                             |                |
| 2008 | Ducesa                                                     | Georgiana Cavendish, Ducesă de Devonshire |                |
| 2009 | The Continuing and Lamentable Saga of the Suicide Brothers | The Fairy                                 |                |
| 2010 | London Boulevard                                           | Charlotte                                 |                |
| 2010 | Steve                                                      | Femeia                                    |                |
| 2010 | Last Night                                                 | Joanna Reed                               |                |
| 2010 | Never Let Me Go                                            | Ruth C.                                   |                |
| 2011 | A Dangerous Method                                         | Sabina Spielrein                          |                |
| 2012 | Seeking a Friend for the End of the World                  | Penelope Lockhart                         |                |
| 2012 | Anna Karenina                                              | Anna Karenina                             |                |
| 2014 | Begin Again (formerly called Can A Song Save Your Life?)   | Gretta                                    |                |
| 2014 | Jack Ryan: Shadow Recruit                                  | Cathy                                     |                |
| 2014 | Laggies                                                    | Megan                                     |                |
| 2014 | The Imitation Game                                         | Joan Clarke                               |                |
| 2015 | Everest                                                    | Jan Arnold                                | Filmare        |
| 2016 | Collateral Beauty                                          | Amy                                       |                |
| 2017 | Pirații din Caraibe: Răzbunarea lui Salazar                | Elizabeth Swann                           |                |
| 2018 | Colette                                                    | Colette                                   | Post-producție |
| 2018 | Spărgătorul de Nuci și cele patru tărâmuri                 | Sugar-Plum Fairy                          | Post-producție |

| An   | Titlu                                                    | Rol                 | Note        |
| ---- | -------------------------------------------------------- | ------------------- | ----------- |
| 1993 | Screen One Royal Celebration                             | Little Girl         |             |
| 1995 | A Village Affair                                         | Natasha Jordan      |             |
| 1995 | The Bill                                                 | Sheena Rose         |             |
| 1996 | The Treasure Seekers                                     | The Princess        |             |
| 1998 | Coming Home                                              | Young Judith Dunbar |             |
| 1999 | Oliver Twist                                             | Rose Fleming        |             |
| 2003 | Gaijin                                                   | Kate                |             |
| 2007 | Robbie the Reindeer in Close Encounters of the Herd Kind | Em (voce)           |             |
| 2011 | Neverland                                                | Tinker Bell         |             |
| 2017 | Ziua Nasului Roșu                                        | Juliet              | Scurtmetraj |

| An   | Titlu                    | Rol      |
| ---- | ------------------------ | -------- |
| 2003 | Pirates of the Caribbean | Narrator |

| An   | Titlu    | Rol   |
| ---- | -------- | ----- |
| 1999 | Villette | Polly |

## Apariții în West End
| An      | Producție           | Teatru                 | Rol                 | Premii |
| ------- | ------------------- | ---------------------- | ------------------- | --- |
| 2009/10 | The Misanthrope     | Comedy Theatre, London | Jennifer (Celimene) | Nominalizare – Laurence Olivier Award for Best Performance in a Supporting Role Nominalizare – Evening Standard Theatre Award for Best Actress (The Natasha Richardson Award) |
| 2011    | The Children's Hour | Comedy Theatre, London | Karen Wright        | |

## Discografie
| An   | Coloană sonoră                                            | Cântec                                                                       |
| ---- | --------------------------------------------------------- | ---------------------------------------------------------------------------- |
| 2007 | Pirates of the Caribbean: At World's End (coloană sonoră) | "Hoist the Colours"                                                          |
| 2008 | The Edge of Love                                          | "Overture / Blue Tahitian Moon" feat. Angelo Badalamenti                     |
| 2008 | The Edge of Love                                          | "After the Bombing / Hang Out the Stars in Indiana" feat. Angelo Badalamenti |
| 2008 | The Edge of Love                                          | "Drifting and Dreaming" feat. Angelo Badalamenti                             |
| 2008 | The Edge of Love                                          | "Maybe It's Because I Love You Too Much" feat. Angelo Badalamenti            |
| 2014 | Begin Again                                               | "Tell Me If You Wanna Go Home"                                               |
| 2014 | Begin Again                                               | "Lost Stars"                                                                 |
| 2014 | Begin Again                                               | "Like a Fool"                                                                |
| 2014 | Begin Again                                               | "Coming Up Roses"                                                            |
| 2014 | Begin Again                                               | "A Step You Can’t Take Back"                                                 |
| 2014 | Begin Again                                               | "Tell Me If You Wanna Go Home [Rooftop Mix]" feat. Hailee Steinfeld          |